# Collessina
Collessina is een geslacht van vliesvleugeligen uit de familie Pteromalidae. De wetenschappelijke naam van dit geslacht is voor het eerst geldig gepubliceerd in 1975 door Boucek.

## Soorten
Het geslacht Collessina is monotypisch en omvat slechts de volgende soort:
- Collessina pachyneura Boucek, 1975